# Hussein Ahmed Salah
Hussein Ahmed Salah (Djibuti, 31 de diciembre de 1956) es un atleta yibutí, especializado en la prueba de maratón en la que llegó a ser dos veces subcampeón del mundo en 1987 y 1991.

## Carrera deportiva
En el Mundial de Roma 1987 ganó la medalla de plata en la maratón, llegando a meta tras el keniano Douglas Wakiihuri y por delante del italiano Gelindo Bordin.
Al año siguiente, en los JJ. OO. de Seúl 1988 ganó el bronce en la misma prueba.
Y tres años más tarde, en el Mundial de Tokio 1991, volvió a ganar la medalla de plata, quedando tras el japonés Hiromi Taniguchi y por delante del estadounidense Steve Spence.